# Moser Károly
Moser Károly (Budapest, 1977. október 28. –) magyar szinkronszínész.

## Sorozatbeli szinkronszerepek
| Cím                                  | Szerep                         | Színész                                     |
| ------------------------------------ | ------------------------------ | ------------------------------------------- |
| Vészhelyzet                          | Dr. Archie Morris              | Scott Grimes                                |
| Kórház a pálmák alatt                | Jan Ahrens                     | Konstantin Graudus                          |
| Arliss                               | Stanley Babson                 | Michael Boatman                             |
| A fiúk a klubból                     | Blake Wyzecki                  | Dean Armstrong                              |
| Bosszú                               | Nolan Ross                     | Gabriel Mann                                |
| Milagros                             | Sebastián Muńoz De La Torre    | Gonzalo Revoredo                            |
| Dawson és a haverok                  | C.J.                           | Jensen Ackles                               |
| A szerelem ösvényei                  | Ramón Gutiérrez Vázquez        | Miguel Loyo                                 |
| A körzet                             | Kevin Debreno                  | Jonathan LaPaglia (Viasat 3 szinkronverzió) |
| Vadmacska                            | Ivan Rios                      | Ismael La Rosa                              |
| Buffy, a vámpírok réme               | Spike                          | James Marsters (2.hang)                     |
| Csacska angyal                       | Franco Fritzenwalden           | Benjamín Rojas                              |
| Cobra 11                             | Paul Renner                    | Daniel Roesner                              |
| Malibui szívtiprók                   | Zack Morrison                  | Tony Lucca                                  |
| Medicopter 117 - Légimentők          | Sanitäter Florian Lenz         | Jo Weil                                     |
| Született feleségek                  | Andrew Van De Kamp             | Shawn Pyfrom                                |
| Max, a zsaru                         | Sérgio Calado                  | Rui Santos                                  |
| Mindig nyár                          | Jay Robertson                  | Ryan Kwanten                                |
| Rém rendetlen család                 | Jack Savage                    | Shaun Sipos                                 |
| Kórház a város szélén 20 év múlva    | Arnost Blazej                  | Sasa Rasilov                                |
| McLeod lányai                        | Patrick Brewer                 | Luke Jacobz                                 |
| Tuti gimi                            | Tim Smith                      | Brett Claywell                              |
| Lety, a csúnya lány                  | Luigi Lombardi                 | Sergio Mayer                                |
| Veronica Mars                        | Eli "Weevil" Navarro           | Francis Capra (első hang)                   |
| A vadon bűvöletében                  | Alex Tate                      | Gary Lawson                                 |
| Ötcsillagos szerelem                 | Tom                            | Dominic Boeer                               |
| Sírig tartó barátság / Jelen és múlt | Ajoni Williams                 | Derrex Brady                                |
| Irak                                 | Pfc. Bo Rider                  | Josh Henderson                              |
| A parti őrség                        | Able Seaman Toby 'Chefo' Jones | Josh Lawson                                 |
| Capri - Az álmok szigete             | Carmelo                        | Carmine Recano                              |
| "Szentek" kórháza                    | Scott Zinenko                  | Conrad Coleby                               |
| Szökésben                            | Brady Sullivan                 | Andrew Lawrence                             |
| Jó kis bagázs                        | Marco                          | Erwan Dujardin                              |
| Soy Luna                             | Mariano                        | Tomás de las Heras                          |
| Star Wars: A klónok háborúja         | Anakin Skywalker               | Matt Lanter                                 |
| Star Wars: Lázadók                   | Anakin Skywalker               | Matt Lanter                                 |
| Star Wars: Jedihistóriák             | Anakin Skywalker               | Matt Lanter                                 |
| Obi-Wan Kenobi                       | Darth Vader/Anakin Skywalker   | Hayden Christensen                          |
| NCIS: Hawaii                         | Jesse Boone                    | Noah Mills                                  |
| LoliRock                             | Mephisto                       | Nessym Ghetat                               |
| A nagykövet lánya                    | Lokman                         | Furkan Aksoy                                |
| Sorsfordító szerelem                 | Kahraman Yörükhan              | Özcan Deniz                                 |
| Csernobil                            | Leonyid Toptunov               | Robert Emms                                 |

## Anime/Rajzfilm
| Cím                                                 | Karakter                                                       | Szinkronhang                                                                                  |
| --------------------------------------------------- | -------------------------------------------------------------- | --------------------------------------------------------------------------------------------- |
| Star Wars: A klónok háborúja                        | Anakin Skywalker                                               | Matt Lanter                                                                                   |
| A Klónok Háborúja                                   | Anakin Skywalker                                               | Mat Lucas (angol)                                                                             |
| InuYasha                                            | InuYasha                                                       | Jamagucsi Kappei (japán), Richard Ian Cox (angol)                                             |
| Naruto                                              | Iruka Umino                                                    | Szeki Tosihiko (japán), Quinton Flynn (angol)                                                 |
| Vasember                                            | Matsuda                                                        | Shimura Tomoyuki (japán), Ben Diskin (angol)                                                  |
| Nodame Cantabile                                    | Noriyuki Takahashi                                             | Isida Akira (japán), Yuri Lowenthal (angol)                                                   |
| Sámán király                                        | Hao/Zeke Asakura (1.hang)                                      | Takajama Minami (japán), Sebastian Arcelus (angol)                                            |
| Yu Yu Hakusho                                       | Hiei (1.hang)                                                  | Hiyama Nobuyuki (japán), Chuck Huber (angol)                                                  |
| Digimonszelídítők                                   | Kenta Kitagawa                                                 | Aoyama Touko (japán), Steven Jay Blim (angol)                                                 |
| Oban csillagfutama                                  | Rick Thunderbolt                                               | Suwabe Junichi (japán), Michael Dobson (angol)                                                |
| Vadmacska-kommandó                                  | Elliot Grant (Shirogane Ryuo)                                  | Toochika Kouchi (japán), Sean Schemmel (angol)                                                |
| Bakugan szörny bunyósok                             | Dan Kuso                                                       | Kobajasi Yu (japán), Scott McCord (angol)                                                     |
| Én kicsi pónim: Varázslatos barátság                | Shining Armor (3-8. évad)                                      | Andrew Francis                                                                                |
| Saolin leszámolás                                   | Chase Young                                                    | Jason Marsden                                                                                 |
| Conan, a detektív                                   | Takasugi Toshihiko (#019), Tsujimira Toshimitsu (#049. - #50.) | -                                                                                             |
| Bleach                                              | Nao Cain (#083.), Muguruma Kensei                              | Takayuki Fujimoto (#083.), Szugita Tomokazu (japán), Peter Doyle (#083.), Dave Mallow (angol) |
| BeyWheelz                                           | Sho Tenma                                                      | Christopher Jacot                                                                             |
| Lego Nexo Knights                                   | Clay Moorington                                                | Giles Panton                                                                                  |
| Lego Ninjago: A Spinjitzu mesterei                  | Jay Walker (a villám mestere)                                  | Michael Adamthwaite                                                                           |
| A Lego Ninjago film                                 | Jay Walker (a villám mestere)                                  | Kumail Nanjiani                                                                               |
| Totál Dráma: Versengés a föld körül                 | Chet                                                           | Darren Frost                                                                                  |
| Magi-Nation                                         | Strag                                                          | Dan Green                                                                                     |
| Vudlik                                              | Tűzhaj                                                         | -                                                                                             |
| Chuggington Pályaudvar                              | Emily                                                          | -                                                                                             |
| Phineas és Ferb                                     | Jeremy Johnson                                                 | Mitchell Musso                                                                                |
| A Pókember elképesztő kalandjai                     | Peter Parker / Pókember                                        | Drake Bell                                                                                    |
| Jimmy Neutron kalandjai                             | Nick Dean                                                      | Candi Milo                                                                                    |
| Az igazság ifjú ligája                              | Flash                                                          | George Eads                                                                                   |
| Az Igazság Ligája: Két Földi válság                 | Flash                                                          | Josh Keaton                                                                                   |
| Hot Wheels AcceleRacers                             | Wert Wheeler                                                   | Andrew Francis                                                                                |
| Dzsungelriportok                                    | Gilbert (Minimax)                                              | -                                                                                             |
| Miraculous – Katicabogár és Fekete Macska kalandjai | Lê Chiến Kim                                                   | Alexandre N'Guyen (francia), Grant George (angol)                                             |
| Dalmata utca 101.                                   | Fergus                                                         | -                                                                                             |
| Verdák                                              | Junior / Dale Earnhardt Jr. (2. hang)                          | Dale Earnhardt Jr.                                                                            |
| Verdák 3.                                           | Hamilton                                                       | Lewis Hamilton                                                                                |
| Thomas, a gőzmozdony – Nagy világ, nagy kalandok    | Ace                                                            | Peter Andre                                                                                   |
| Wendy                                               | Christian Decker                                               | Evan Dowling                                                                                  |
| A kincses bolygó                                    | Jim Hawkins                                                    | Joseph Gordon-Levitt                                                                          |

## Videojáték
- League of legends - Yone
- Resident Evil 2 Remake - Leon S. Kennedy
- Resident Evil 4 Remake - Leon S. Kennedy
- God of War (2018) - Ratatoskr